# ایران در پارالمپیک تابستانی ۲۰۰۸
ایران در بازی‌های پارالمپیک تابستانی ۲۰۰۸ که در پکن چین برگزار شد با ۷۹ ورزشکار در نه رشته ورزشی شرکت نمود و با تصاحب ۱۴ مدال موفق به کسب رتبه بیست‌ودوم در جدول مدال ها شد.

## رشته‌ها و تعداد شرکت‌کنندگان
| رشته ورزشی       | مردان | زنان | مجموع |
| ---------------- | ----- | ---- | ----- |
| دوومیدانی        | ۱۳    | ۱    | ۱۴    |
| فوتبال ۷نفره     | ۱۱    |      | ۱۱    |
| گلبال            | ۶     |      | ۶     |
| جودو             | ۵     |      | ۵     |
| وزنه‌برداری       | ۷     |      | ۷     |
| تیراندازی        | ۲     | ۱    | ۳     |
| تنیس روی میز     |       | ۲    | ۲     |
| والیبال نشسته    | ۱۲    |      | ۱۲    |
| بسکتبال با ویلچر | ۱۲    |      | ۱۲    |
| مجموع            | ۶۸    | ۴    | ۷۲    |

## نشان‌ها

### جدول نشان‌ها
| رشته          | طلا | نقره | برنز | مجموع |
| ------------- | --- | ---- | ---- | ----- |
| دو و میدانی   | ۲   | ۳    | ۱    | ۶     |
| فوتبال ۷نفره  |     |      | ۱    | ۱     |
| جودو          |     | ۱    |      | ۱     |
| وزنه‌برداری    | ۲   | ۲    | ۱    | ۵     |
| والیبال نشسته | ۱   |      |      | ۱     |
| مجموع         | ۵   | ۶    | ۳    | ۱۴    |

### نشان‌آوران
| نشان | نام | رشته          | رویداد                      |
| ---- | --- | ------------- | --------------------------- |
| طلا  | جواد حردانی | دوومیدانی     | پرتاب نیزه مردان#F۳۷-۳۸ T۲۰ |
| طلا  | محمدرضا میرزایی | دوومیدانی     | پرتاب نیزه مردان F۵۷/۵۸     |
| طلا  | حمزه محمدی | وزنه‌برداری    | ۶۰- کیلوگرم مردان           |
| طلا  | کاظم رجبی | وزنه‌برداری    | ۱۰۰+ کیلوگرم مردان          |
| طلا  | محمد حسینی‌فر محمدرضا رحیمی رضا پیدایش داود علی‌پوریان مهدی حمیدزاده ناصر حسن‌پور صادق بیگدلی جلیل ایمری سعید ابراهیمی عیسی زیراهی رمضان صالحی محمد خالقی      | والیبال نشسته | مردان                       |
| نقره | مهرداد کرم‌زاده | دوومیدانی     | پرتاب دیسک مردان F۴۲        |
| نقره | علی محمدیاری | دوومیدانی     | پرتاب دیسک مردان F۵۵/۵۶     |
| نقره | عبدالرضا جوکار | دوومیدانی     | پرتاب نیزه مردان F۵۳/۵۴     |
| نقره | سعید رحمتی | جودو          | ۶۰ کیلوگرم مردان            |
| نقره | علی حسینی | وزنه‌برداری    | ۶۷٫۵- کیلوگرم مردان         |
| نقره | مجید فرزین | وزنه‌برداری    | ۷۵- کیلوگرم مردان           |
| برنز | جواد هردانی | دوومیدانی     | پرتاب نیزه مردان F۳۷/۳۸     |
| برنز | حبیب‌الله حیدری‌مهر اسماعیل ملک‌زاده غلامرضا نجفی هادی سفری بهمن انصاری احسان غلامحسینی‌پور مرتضی حیدری عبدالرضا کریم‌زاده رسول آتش‌افروز مسلم اکبری اردشیر مهینی | فوتبال ۷نفره  | مردان                       |
| برنز | علی صادق‌زاده | وزنه‌برداری    | ۱۰۰- کیلوگرم مردان          |